# 1525

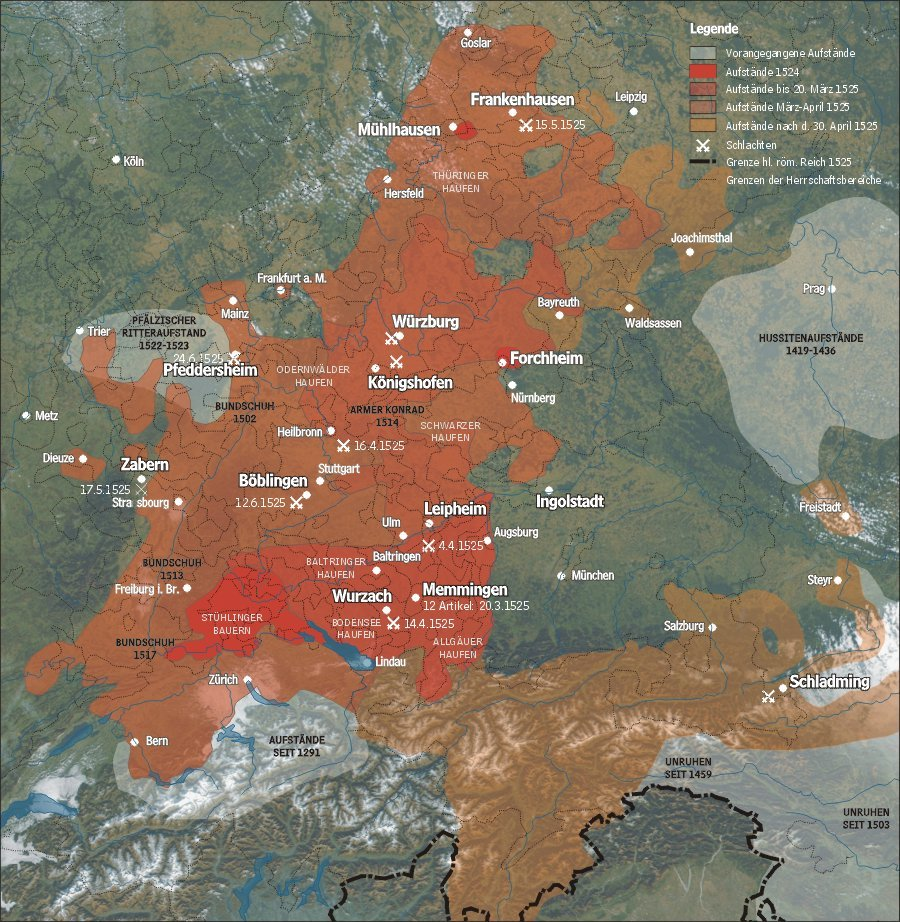
Aufstände und Schlachten
während des Bauernkrieges

Portal Geschichte | Portal Biografien | Aktuelle Ereignisse | Jahreskalender | Tagesartikel

◄ |
15. Jahrhundert |
16. Jahrhundert
| 17. Jahrhundert | ►

◄ |
1490er |
1500er |
1510er |
1520er
| 1530er | 1540er | 1550er | ►

◄◄ |
◄ |
1521 |
1522 |
1523 |
1524 |
1525
| 1526 | 1527 | 1528 | 1529 | ► | ►►
Staatsoberhäupter  · Nekrolog · Kunstjahr · Literaturjahr · Musikjahr   · Wissenschaftsjahr
| Januar | Januar | Januar | Januar | Januar | Januar | Januar | Januar |
| Kw     | Mo     | Di     | Mi     | Do     | Fr     | Sa     | So     |
| ------ | ------ | ------ | ------ | ------ | ------ | ------ | ------ |
| 52     |        |        |        |        |        |        | 1      |
| 1      | 2      | 3      | 4      | 5      | 6      | 7      | 8      |
| 2      | 9      | 10     | 11     | 12     | 13     | 14     | 15     |
| 3      | 16     | 17     | 18     | 19     | 20     | 21     | 22     |
| 4      | 23     | 24     | 25     | 26     | 27     | 28     | 29     |
| 5      | 30     | 31     |        |        |        |        |        |

| Februar | Februar | Februar | Februar | Februar | Februar | Februar | Februar |
| Kw      | Mo      | Di      | Mi      | Do      | Fr      | Sa      | So      |
| ------- | ------- | ------- | ------- | ------- | ------- | ------- | ------- |
| 5       |         |         | 1       | 2       | 3       | 4       | 5       |
| 6       | 6       | 7       | 8       | 9       | 10      | 11      | 12      |
| 7       | 13      | 14      | 15      | 16      | 17      | 18      | 19      |
| 8       | 20      | 21      | 22      | 23      | 24      | 25      | 26      |
| 9       | 27      | 28      |         |         |         |         |         |

| März | März | März | März | März | März | März | März |
| Kw   | Mo   | Di   | Mi   | Do   | Fr   | Sa   | So   |
| ---- | ---- | ---- | ---- | ---- | ---- | ---- | ---- |
| 9    |      |      | 1    | 2    | 3    | 4    | 5    |
| 10   | 6    | 7    | 8    | 9    | 10   | 11   | 12   |
| 11   | 13   | 14   | 15   | 16   | 17   | 18   | 19   |
| 12   | 20   | 21   | 22   | 23   | 24   | 25   | 26   |
| 13   | 27   | 28   | 29   | 30   | 31   |      |      |

| April | April | April | April | April | April | April | April |
| Kw    | Mo    | Di    | Mi    | Do    | Fr    | Sa    | So    |
| ----- | ----- | ----- | ----- | ----- | ----- | ----- | ----- |
| 13    |       |       |       |       |       | 1     | 2     |
| 14    | 3     | 4     | 5     | 6     | 7     | 8     | 9     |
| 15    | 10    | 11    | 12    | 13    | 14    | 15    | 16    |
| 16    | 17    | 18    | 19    | 20    | 21    | 22    | 23    |
| 17    | 24    | 25    | 26    | 27    | 28    | 29    | 30    |

| Mai | Mai | Mai | Mai | Mai | Mai | Mai | Mai |
| Kw  | Mo  | Di  | Mi  | Do  | Fr  | Sa  | So  |
| --- | --- | --- | --- | --- | --- | --- | --- |
| 18  | 1   | 2   | 3   | 4   | 5   | 6   | 7   |
| 19  | 8   | 9   | 10  | 11  | 12  | 13  | 14  |
| 20  | 15  | 16  | 17  | 18  | 19  | 20  | 21  |
| 21  | 22  | 23  | 24  | 25  | 26  | 27  | 28  |
| 22  | 29  | 30  | 31  |     |     |     |     |

| Juni | Juni | Juni | Juni | Juni | Juni | Juni | Juni |
| Kw   | Mo   | Di   | Mi   | Do   | Fr   | Sa   | So   |
| ---- | ---- | ---- | ---- | ---- | ---- | ---- | ---- |
| 22   |      |      |      | 1    | 2    | 3    | 4    |
| 23   | 5    | 6    | 7    | 8    | 9    | 10   | 11   |
| 24   | 12   | 13   | 14   | 15   | 16   | 17   | 18   |
| 25   | 19   | 20   | 21   | 22   | 23   | 24   | 25   |
| 26   | 26   | 27   | 28   | 29   | 30   |      |      |

| Juli | Juli | Juli | Juli | Juli | Juli | Juli | Juli |
| Kw   | Mo   | Di   | Mi   | Do   | Fr   | Sa   | So   |
| ---- | ---- | ---- | ---- | ---- | ---- | ---- | ---- |
| 26   |      |      |      |      |      | 1    | 2    |
| 27   | 3    | 4    | 5    | 6    | 7    | 8    | 9    |
| 28   | 10   | 11   | 12   | 13   | 14   | 15   | 16   |
| 29   | 17   | 18   | 19   | 20   | 21   | 22   | 23   |
| 30   | 24   | 25   | 26   | 27   | 28   | 29   | 30   |
| 31   | 31   |      |      |      |      |      |      |

| August | August | August | August | August | August | August | August |
| Kw     | Mo     | Di     | Mi     | Do     | Fr     | Sa     | So     |
| ------ | ------ | ------ | ------ | ------ | ------ | ------ | ------ |
| 31     |        | 1      | 2      | 3      | 4      | 5      | 6      |
| 32     | 7      | 8      | 9      | 10     | 11     | 12     | 13     |
| 33     | 14     | 15     | 16     | 17     | 18     | 19     | 20     |
| 34     | 21     | 22     | 23     | 24     | 25     | 26     | 27     |
| 35     | 28     | 29     | 30     | 31     |        |        |        |

| September | September | September | September | September | September | September | September |
| Kw        | Mo        | Di        | Mi        | Do        | Fr        | Sa        | So        |
| --------- | --------- | --------- | --------- | --------- | --------- | --------- | --------- |
| 35        |           |           |           |           | 1         | 2         | 3         |
| 36        | 4         | 5         | 6         | 7         | 8         | 9         | 10        |
| 37        | 11        | 12        | 13        | 14        | 15        | 16        | 17        |
| 38        | 18        | 19        | 20        | 21        | 22        | 23        | 24        |
| 39        | 25        | 26        | 27        | 28        | 29        | 30        |           |

| Oktober | Oktober | Oktober | Oktober | Oktober | Oktober | Oktober | Oktober |
| Kw      | Mo      | Di      | Mi      | Do      | Fr      | Sa      | So      |
| ------- | ------- | ------- | ------- | ------- | ------- | ------- | ------- |
| 39      |         |         |         |         |         |         | 1       |
| 40      | 2       | 3       | 4       | 5       | 6       | 7       | 8       |
| 41      | 9       | 10      | 11      | 12      | 13      | 14      | 15      |
| 42      | 16      | 17      | 18      | 19      | 20      | 21      | 22      |
| 43      | 23      | 24      | 25      | 26      | 27      | 28      | 29      |
| 44      | 30      | 31      |         |         |         |         |         |

| November | November | November | November | November | November | November | November |
| Kw       | Mo       | Di       | Mi       | Do       | Fr       | Sa       | So       |
| -------- | -------- | -------- | -------- | -------- | -------- | -------- | -------- |
| 44       |          |          | 1        | 2        | 3        | 4        | 5        |
| 45       | 6        | 7        | 8        | 9        | 10       | 11       | 12       |
| 46       | 13       | 14       | 15       | 16       | 17       | 18       | 19       |
| 47       | 20       | 21       | 22       | 23       | 24       | 25       | 26       |
| 48       | 27       | 28       | 29       | 30       |          |          |          |

| Dezember | Dezember | Dezember | Dezember | Dezember | Dezember | Dezember | Dezember |
| Kw       | Mo       | Di       | Mi       | Do       | Fr       | Sa       | So       |
| -------- | -------- | -------- | -------- | -------- | -------- | -------- | -------- |
| 48       |          |          |          |          | 1        | 2        | 3        |
| 49       | 4        | 5        | 6        | 7        | 8        | 9        | 10       |
| 50       | 11       | 12       | 13       | 14       | 15       | 16       | 17       |
| 51       | 18       | 19       | 20       | 21       | 22       | 23       | 24       |
| 52       | 25       | 26       | 27       | 28       | 29       | 30       | 31       |

| Januar | Januar | Januar | Januar | Januar | Januar | Januar | Januar |
| Kw     | Mo     | Di     | Mi     | Do     | Fr     | Sa     | So     |
| ------ | ------ | ------ | ------ | ------ | ------ | ------ | ------ |
| 52     |        |        |        |        |        |        | 1      |
| 1      | 2      | 3      | 4      | 5      | 6      | 7      | 8      |
| 2      | 9      | 10     | 11     | 12     | 13     | 14     | 15     |
| 3      | 16     | 17     | 18     | 19     | 20     | 21     | 22     |
| 4      | 23     | 24     | 25     | 26     | 27     | 28     | 29     |
| 5      | 30     | 31     |        |        |        |        |        |

| Februar | Februar | Februar | Februar | Februar | Februar | Februar | Februar |
| Kw      | Mo      | Di      | Mi      | Do      | Fr      | Sa      | So      |
| ------- | ------- | ------- | ------- | ------- | ------- | ------- | ------- |
| 5       |         |         | 1       | 2       | 3       | 4       | 5       |
| 6       | 6       | 7       | 8       | 9       | 10      | 11      | 12      |
| 7       | 13      | 14      | 15      | 16      | 17      | 18      | 19      |
| 8       | 20      | 21      | 22      | 23      | 24      | 25      | 26      |
| 9       | 27      | 28      |         |         |         |         |         |

| März | März | März | März | März | März | März | März |
| Kw   | Mo   | Di   | Mi   | Do   | Fr   | Sa   | So   |
| ---- | ---- | ---- | ---- | ---- | ---- | ---- | ---- |
| 9    |      |      | 1    | 2    | 3    | 4    | 5    |
| 10   | 6    | 7    | 8    | 9    | 10   | 11   | 12   |
| 11   | 13   | 14   | 15   | 16   | 17   | 18   | 19   |
| 12   | 20   | 21   | 22   | 23   | 24   | 25   | 26   |
| 13   | 27   | 28   | 29   | 30   | 31   |      |      |

| April | April | April | April | April | April | April | April |
| Kw    | Mo    | Di    | Mi    | Do    | Fr    | Sa    | So    |
| ----- | ----- | ----- | ----- | ----- | ----- | ----- | ----- |
| 13    |       |       |       |       |       | 1     | 2     |
| 14    | 3     | 4     | 5     | 6     | 7     | 8     | 9     |
| 15    | 10    | 11    | 12    | 13    | 14    | 15    | 16    |
| 16    | 17    | 18    | 19    | 20    | 21    | 22    | 23    |
| 17    | 24    | 25    | 26    | 27    | 28    | 29    | 30    |

| Mai | Mai | Mai | Mai | Mai | Mai | Mai | Mai |
| Kw  | Mo  | Di  | Mi  | Do  | Fr  | Sa  | So  |
| --- | --- | --- | --- | --- | --- | --- | --- |
| 18  | 1   | 2   | 3   | 4   | 5   | 6   | 7   |
| 19  | 8   | 9   | 10  | 11  | 12  | 13  | 14  |
| 20  | 15  | 16  | 17  | 18  | 19  | 20  | 21  |
| 21  | 22  | 23  | 24  | 25  | 26  | 27  | 28  |
| 22  | 29  | 30  | 31  |     |     |     |     |

| Juni | Juni | Juni | Juni | Juni | Juni | Juni | Juni |
| Kw   | Mo   | Di   | Mi   | Do   | Fr   | Sa   | So   |
| ---- | ---- | ---- | ---- | ---- | ---- | ---- | ---- |
| 22   |      |      |      | 1    | 2    | 3    | 4    |
| 23   | 5    | 6    | 7    | 8    | 9    | 10   | 11   |
| 24   | 12   | 13   | 14   | 15   | 16   | 17   | 18   |
| 25   | 19   | 20   | 21   | 22   | 23   | 24   | 25   |
| 26   | 26   | 27   | 28   | 29   | 30   |      |      |

| Juli | Juli | Juli | Juli | Juli | Juli | Juli | Juli |
| Kw   | Mo   | Di   | Mi   | Do   | Fr   | Sa   | So   |
| ---- | ---- | ---- | ---- | ---- | ---- | ---- | ---- |
| 26   |      |      |      |      |      | 1    | 2    |
| 27   | 3    | 4    | 5    | 6    | 7    | 8    | 9    |
| 28   | 10   | 11   | 12   | 13   | 14   | 15   | 16   |
| 29   | 17   | 18   | 19   | 20   | 21   | 22   | 23   |
| 30   | 24   | 25   | 26   | 27   | 28   | 29   | 30   |
| 31   | 31   |      |      |      |      |      |      |

| August | August | August | August | August | August | August | August |
| Kw     | Mo     | Di     | Mi     | Do     | Fr     | Sa     | So     |
| ------ | ------ | ------ | ------ | ------ | ------ | ------ | ------ |
| 31     |        | 1      | 2      | 3      | 4      | 5      | 6      |
| 32     | 7      | 8      | 9      | 10     | 11     | 12     | 13     |
| 33     | 14     | 15     | 16     | 17     | 18     | 19     | 20     |
| 34     | 21     | 22     | 23     | 24     | 25     | 26     | 27     |
| 35     | 28     | 29     | 30     | 31     |        |        |        |

| September | September | September | September | September | September | September | September |
| Kw        | Mo        | Di        | Mi        | Do        | Fr        | Sa        | So        |
| --------- | --------- | --------- | --------- | --------- | --------- | --------- | --------- |
| 35        |           |           |           |           | 1         | 2         | 3         |
| 36        | 4         | 5         | 6         | 7         | 8         | 9         | 10        |
| 37        | 11        | 12        | 13        | 14        | 15        | 16        | 17        |
| 38        | 18        | 19        | 20        | 21        | 22        | 23        | 24        |
| 39        | 25        | 26        | 27        | 28        | 29        | 30        |           |

| Oktober | Oktober | Oktober | Oktober | Oktober | Oktober | Oktober | Oktober |
| Kw      | Mo      | Di      | Mi      | Do      | Fr      | Sa      | So      |
| ------- | ------- | ------- | ------- | ------- | ------- | ------- | ------- |
| 39      |         |         |         |         |         |         | 1       |
| 40      | 2       | 3       | 4       | 5       | 6       | 7       | 8       |
| 41      | 9       | 10      | 11      | 12      | 13      | 14      | 15      |
| 42      | 16      | 17      | 18      | 19      | 20      | 21      | 22      |
| 43      | 23      | 24      | 25      | 26      | 27      | 28      | 29      |
| 44      | 30      | 31      |         |         |         |         |         |

| November | November | November | November | November | November | November | November |
| Kw       | Mo       | Di       | Mi       | Do       | Fr       | Sa       | So       |
| -------- | -------- | -------- | -------- | -------- | -------- | -------- | -------- |
| 44       |          |          | 1        | 2        | 3        | 4        | 5        |
| 45       | 6        | 7        | 8        | 9        | 10       | 11       | 12       |
| 46       | 13       | 14       | 15       | 16       | 17       | 18       | 19       |
| 47       | 20       | 21       | 22       | 23       | 24       | 25       | 26       |
| 48       | 27       | 28       | 29       | 30       |          |          |          |

| Dezember | Dezember | Dezember | Dezember | Dezember | Dezember | Dezember | Dezember |
| Kw       | Mo       | Di       | Mi       | Do       | Fr       | Sa       | So       |
| -------- | -------- | -------- | -------- | -------- | -------- | -------- | -------- |
| 48       |          |          |          |          | 1        | 2        | 3        |
| 49       | 4        | 5        | 6        | 7        | 8        | 9        | 10       |
| 50       | 11       | 12       | 13       | 14       | 15       | 16       | 17       |
| 51       | 18       | 19       | 20       | 21       | 22       | 23       | 24       |
| 52       | 25       | 26       | 27       | 28       | 29       | 30       | 31       |

1525 ist das zentrale Jahr des Deutschen Bauernkrieges. Nachdem es bereits 1524 erste Aufstände gegeben hat, kommt es unter Anführern wie Matern Feuerbacher, Wendel Hippler und Florian Geyer zu organisierten Massenerhebungen. Anfänglich ist auch Martin Luther der Sache der Bauern gegenüber wohlwollend gestimmt, erst als es unter Jäcklein Rohrbach und seinem Haufen zu gewalttätigen Ausschreitungen kommt, wendet er sich mit der Schrift Wider die räuberischen und mörderischen Rotten der Bauern von den Bauernaufständen ab.
Auf Grund ihrer schlechteren Bewaffnung und militärischen Organisation bricht der Aufstand jedoch bald zusammen und wird vor allem durch Georg Truchsess von Waldburg-Zeil, genannt Bauernjörg, grausam niedergeschlagen. Nur der straff organisierte Schwarze Haufen Florian Geyers kann sich der völligen Vernichtung entziehen.
In der Schlacht bei Pavia während der Italienischen Kriege um die Vorherrschaft auf der Italienischen Halbinsel erleidet der französische König Franz I. eine vernichtende Niederlage gegen ein habsburgisches Heer und gerät in die Gefangenschaft Kaiser Karls V. Seine Mutter Luise von Savoyen übernimmt daraufhin die Regentschaft in Frankreich.

## Ereignisse

### Politik und Weltgeschehen

#### Italienische Kriege/Frankreich
- Dem französischen König Franz I. gelingt es während der Italienischen Kriege um die Vorherrschaft auf der Italienischen Halbinsel, ein Bündnis mit dem Kirchenstaat zustande zu bringen, der sich – ebenso wie Frankreich – durch die Perspektive, im Norden und Süden von Habsburg umklammert zu werden, bedroht fühlt. Um Papst Clemens VII. zu unterstützen, kommt er mit einer Armee von 26.000 Söldnern – unter ihnen Franzosen, Italiener und Schweizer – über die Alpen und zieht in Mailand ein. Wenig später legt Franz einen Belagerungsring um die strategisch bedeutende alte Lombardenresidenz Pavia, die von einer 6.000 Mann starken Besatzung gehalten wird. Um diese zu entsetzen, entsendet der deutsche Kaiser Karl V. ein 23.000 Mann starkes Heer unter dem Befehl von Fernando Francesco d’Avalos di Pescara, der bereits in der Nacht des 23. Februar den Angriff beginnt. Gleichzeitig kommt auch ein Heer unter Vizekönig Charles de Lannoy aus Neapel.

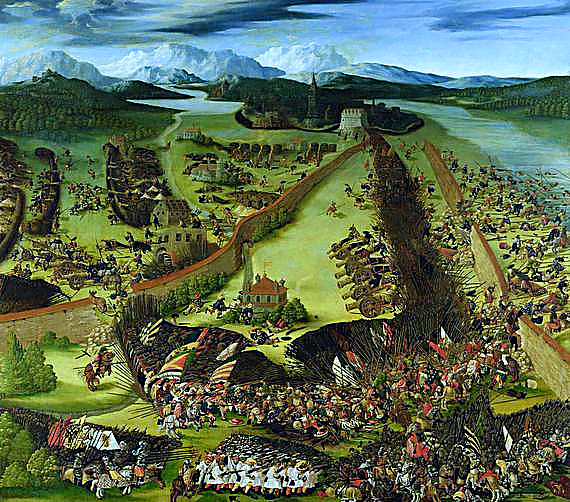
Schlacht bei Pavia

- 24. Februar: Die habsburgischen Truppen besiegen die Franzosen in der Schlacht bei Pavia. Der französische König Franz I. aus dem Haus Valois-Angoulême gerät in die Gefangenschaft Karls V. Bei dem Versuch, den König zu retten, kommen zahlreiche hochrangige französische Heerführer ums Leben, unter ihnen Guillaume Gouffier de Bonnivet, Louis II. de La Trémoille und Thomas de Foix, der wenige Tage später seinen Wunden erliegt.

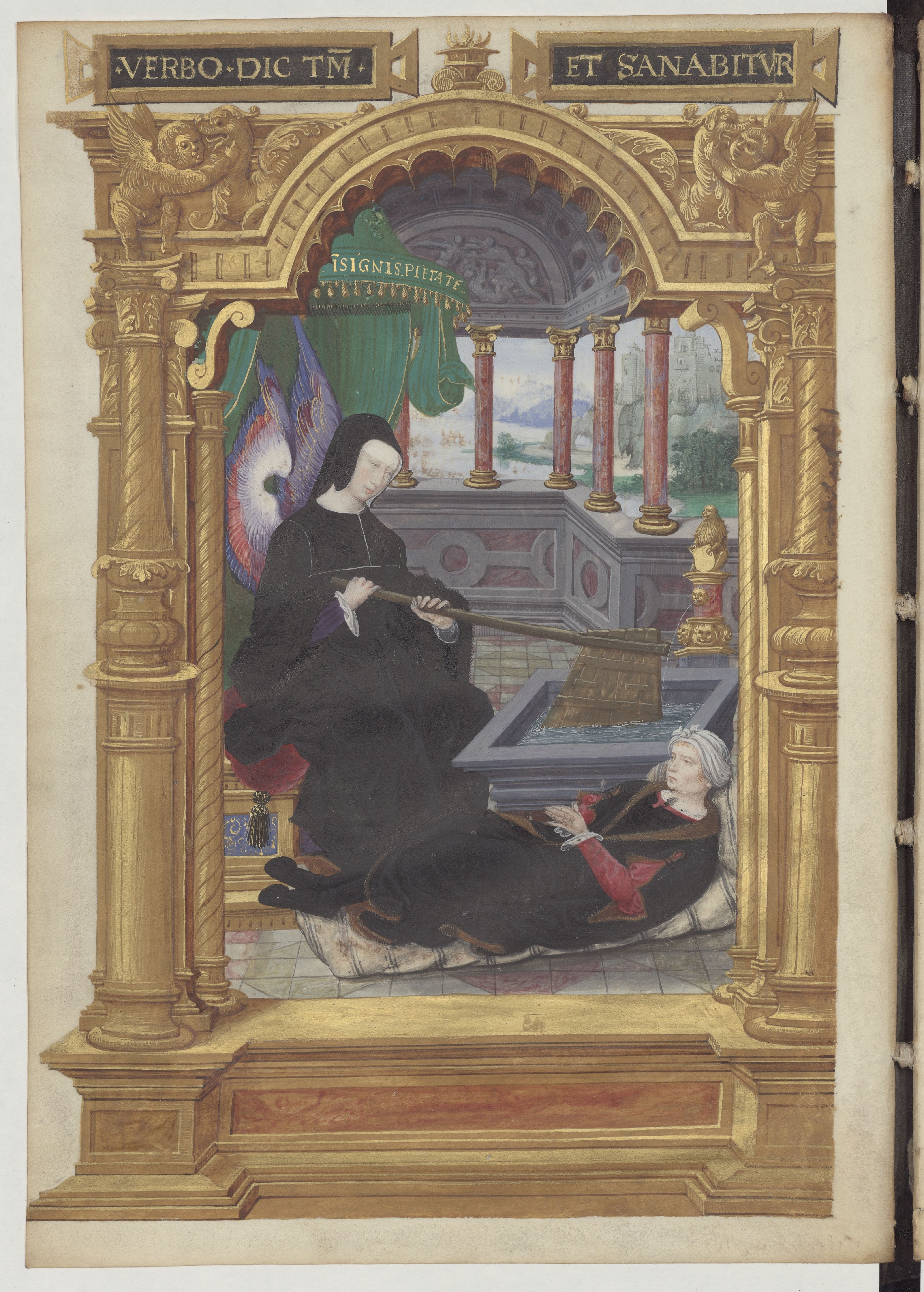
Die Regentin übernimmt das Staatsruder; anonymer Maler des 16. Jahrhunderts

- Franz’ Mutter Luise von Savoyen übernimmt während der Gefangenschaft ihres Sohnes die Regentschaft in Frankreich.
- 19. Juni: Franz I. wird von Fernando Francesco d’Avalos nach Barcelona gebracht, ab dem 20. Juli hält er sich in Madrid auf. Dort ist er bereit, auf Italien und die Lehenshoheit in Flandern und im Artois zu verzichten. Der Forderung Karls V., auch Burgund zurückzugeben, verweigert sich der König von Frankreich jedoch.
- 11. August: Im Waffenstillstand von Toledo stimmt Franz I. dem Großteil der habsburgischen Forderungen zu.
- 30. August: Im Frieden von Moore zwischen dem englischen König Heinrich VIII. und der französischen Regentin Luise von Savoyen erklärt sich Heinrich bereit, auf einige territoriale Ansprüche gegenüber Frankreich zu verzichten und erhält im Gegenzug von den Franzosen eine jährliche Rente von 20 000 Pfund. Frankreich begleicht seine Schulden gegenüber Königinwitwe Mary Tudor, und England setzt sich für die Freilassung von König Franz I. von Frankreich ein.

#### Deutscher Bauernkrieg
| Der Deutsche Bauernkrieg                                                                              | Der Deutsche Bauernkrieg                                             |
| --- | -------------------------------------------------------------------- |
| Der Oberschwäbische Haufen verfasst die 12 Artikel.                                                   | Georg Truchsess von Waldburg-Zeil schlägt den Bauernaufstand nieder. |
| Die Weinsberger Bluttat: Die Gräfin von Helfenstein bittet Jäcklein Rohrbach um Gnade für ihren Mann. |                                                                      |
| In der Schlacht bei Frankenhausen werden die aufständischen Bauern vernichtend geschlagen.            |                                                                      |

- 24. Januar: Bauern der Landgrafschaft Klettgau richten ihre Beschwerden in 44 Artikeln an die Stadt Zürich.
- 16. Februar: Steinheimer Bauern fordern, einen eigenen Pfarrer zu wählen, der nur nach der neuen Lehre lehrt, und dass sie Holz selbst schlagen dürfen. Auch andere Dörfer im Hoheitsgebiet der Stadt Memmingen fordern gewisse Zugeständnisse. Am 23. Februar fordert die Stadt die Bauern auf, einen vierköpfigen Ausschuss zu benennen, der die Beschwerden gesammelt dem Rat überbringen soll.
- 24. Februar: Der Ausschuss der 27 Dörfer tritt in Memmingen zusammen. Ihre Forderungen bringen sie am 28. Februar in den sogenannten Memminger Artikeln dar. Der Stadtrat antwortet am 15. März und stimmt einigen der Artikel zu. Unter anderem werden die Bauern aus der Leibeigenschaft entlassen.
- 7. März: Durch Zusammenschluss des Baltringer Haufens, des Seehaufens und des Allgäuer Haufens wird die Christliche Vereinigung oder Oberschwäbische Eidgenossenschaft gegründet. Der Zusammenschluss erfolgt auf Initiative des Führers des Baltringer Haufens, Ulrich Schmied. Auch Sebastian Lotzer und Christoph Schappeler aus Memmingen sind bei der Gründung anwesend.
- 17. März: In der Marienkirche im thüringischen Mühlhausen wird der Ewige Rat gegründet, dem die Führer des Bauernheeres im Bauernkrieg angehören.
- 20. März: Der Oberschwäbische Haufen bringt im Deutschen Bauernkrieg seine Forderungen in Memmingen in den sogenannten Zwölf Artikeln vor. Sie werden während des Bauernkriegs in Drucken zusammen mit der Bundesordnung weit verbreitet. Sie zählen als die ersten Menschenrechte der Welt.
- 1. April: Das Evangelische Heer, ein Teil des Schwarzen Haufens von Florian Geyer von Geyersberg bricht aus dem Odenwald auf. Die Bauern marschieren zum Kloster Schöntal, das Vorräte beherbergt, erobern es und rauben es aus.
- 4. April: In der Schlacht bei Leipheim erleidet der Leipheimer Haufen eine vernichtende Niederlage. Sein Anführer Hans Jakob Wehe und sieben weitere Bauernführer werden am nächsten Tag hingerichtet.
- 12. April: Der neu entstandene Bildhäuser Haufen besetzt und plündert das Kloster Bildhausen. Der Ende März gegründete Deininger Haufen löst sich friedlich auf.
- 16. April/17. April: Bei der Weinsberger Bluttat erobern Bauern unter Jäcklein Rohrbach und der Schwarzen Hofmännin am Ostersonntag die Burg Weinsberg, plündern und zerstören sie; Graf Ludwig von Helfenstein und rund ein Dutzend weitere Adlige werden gefangen genommen, zum Tod verurteilt und am nächsten Tag vor den Toren von Weinsberg durch Spießrutenlaufen getötet – gegen den Willen anderer, gemäßigterer Bauernführer wie Wendel Hipler. Die Frau des Grafen, Margarethe von Helfenstein und ihr Sohn werden nicht getötet, sondern – angeblich auf einem Mistwagen – nach Heilbronn geschickt, nachdem die Gräfin manchen Quellen zufolge die Bauern noch erfolglos um das Leben ihres Mannes angefleht haben soll.
- 17. April: Vertrag von Weingarten, Auflösung des „Seehaufens“ und des „Allgäuer Haufens“
- 19. April: Hans Sippel wird in Vacha zum Anführer des Werrahaufens gewählt. Dieser zieht in den nächsten Tagen das Werratal hinauf.
- 22. April: Im Frankfurter Zunftaufstand erzwingen die Aufständischen die Annahme der 46 Artikel durch den Rat der Reichsstadt Frankfurt am Main und übernehmen die politische Macht in der Stadt
- 23. April: Ein Bauernaufstand in Nußdorf (Pfalz) ist Anlass des Pfälzischen Bauernkrieges.
- 23. April: Der Werrahaufen erreicht die Stadt Lengsfeld. Landhofmeister Ludwig I. von Boyneburg muss die Forderungen der Bauern unterschreiben, ihnen 500 Meißnische Gulden zahlen und den Werrahaufen als Geisel in Richtung Meiningen begleiten. Am nächsten Tag erreichen sie Frauenbreitungen, wo die Bauern das Nonnenkloster plündern und das Herrenbreitunger Kloster kampflos einnehmen. In diesem Zusammenhang werden die ihnen verhassten Zwingburgen Burg Frankenberg und Wallenburg zerstört.
- 24. April: Stadtilm öffnet den aufständischen Bauern die Tore, nachdem Rat und Vogt der Stadt abgesetzt worden sind. Einige Bürger schließen sich den Bauern an.
- 27. April: Als der Werrahaufen Schmalkalden erreicht, kommt es dort zu einer innerstädtischen Revolte. Die Schmalkaldener schließen sich den Bauern an.
- 2. Mai: Vor Meiningen, das sich kurz zuvor mit dem Bildhäuser Haufen verbündet hat, löst sich der Werrahaufen auf.
- 4. Mai: Burg Wildenberg wird von Bauern des Hellen Haufens unter der Führung von Götz von Berlichingen niedergebrannt.

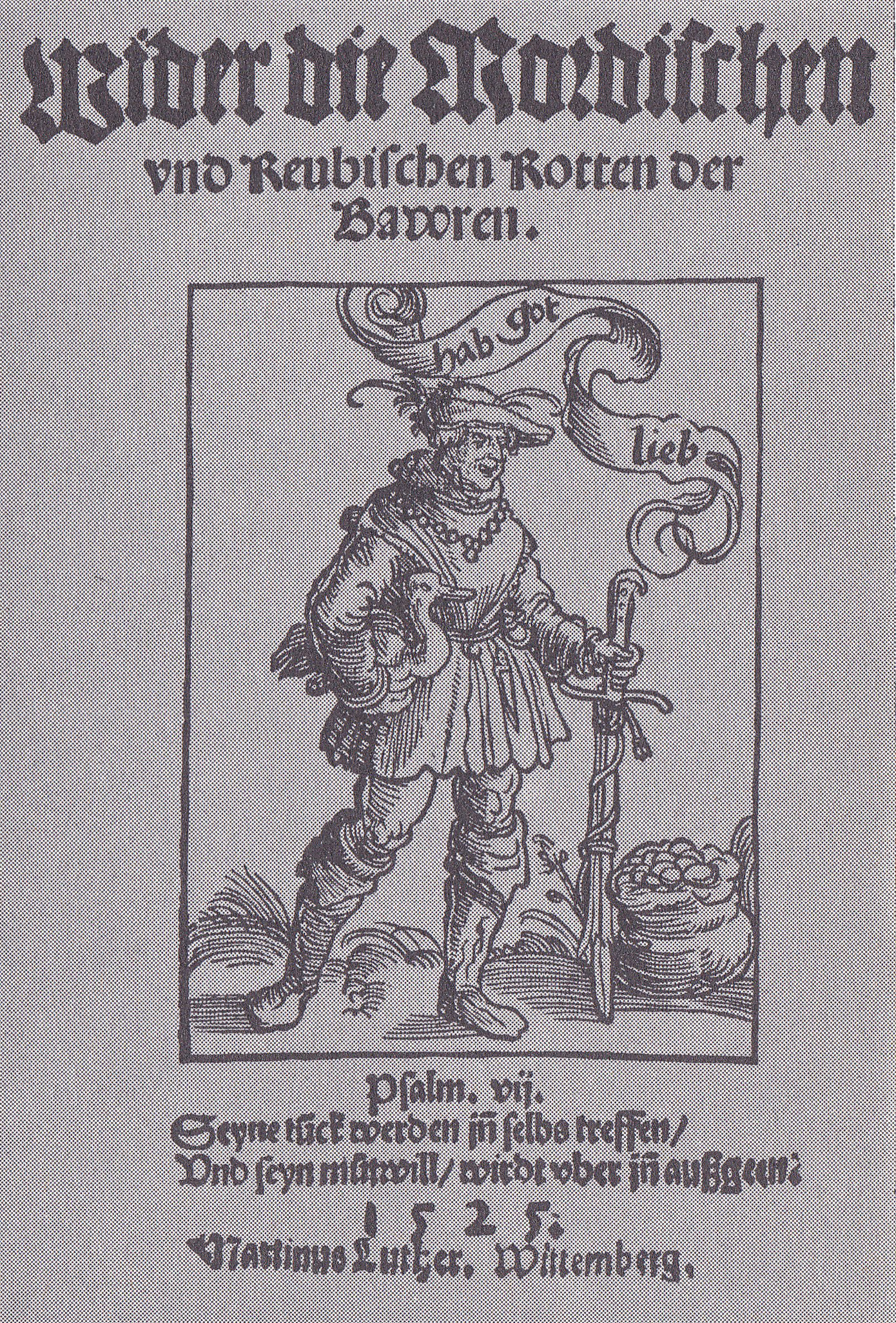
Wider die Mordischen vnd Räubischen Rotten der Bawren, Titelblatt von 1525

- 5. Mai: Martin Luther distanziert sich in der Schrift Wider die Mordischen und Reubischen Rotten der Bawren von aufbegehrenden Bauern, die sich auch auf ihn berufen.
- 6. Mai: Im Bauernkrieg beginnt der Schwarze Haufen des Florian Geyer zusammen mit dem Fränkischen Heer den Sturm auf Würzburg, wo die Einnahme der Festung Marienberg an deren Besatzung scheitert.
- 7. Mai: Aufständische Bauern nehmen unter der Leitung von Götz von Berlichingen die Stadt Würzburg ein, die Festung Marienberg widersteht dem Landvolk.
- 8. Mai: Mit der Befreiung eines lutherischen Predigers beginnt der Salzburger Bauernkrieg.
- 9. Mai: In Brixen kommt es zu einem Aufstand gegen den Bischof unter Michael Gaismair. Am 13. Mai erreicht er die Einberufung des Tiroler Landtags in Innsbruck, mit dem er einen Kompromiss aushandeln kann. Dieser Kompromiss wird im August zurückgenommen und Gaismair verhaftet.
- 11. Mai: Hans Sippel und weitere Anführer des Werrahaufens werden auf dem Marktplatz in Eisenach durch das Schwert hingerichtet, nachdem sie am 7. Mai unter dem Vorwand von Verhandlungen in die Stadt gelockt wurden.
- 12. Mai: In der Schlacht bei Böblingen besiegt das Söldnerheer des Schwäbischen Bundes unter Truchsess Georg von Waldburg-Zeil aufständische württembergische Bauern.
- 15. Mai: In der Schlacht bei Frankenhausen am Kyffhäuser werden die aufständischen Bauern vernichtend geschlagen. Ihr Anführer, der Reformator Thomas Müntzer, wird gefangen genommen und auf die Festung Heldrungen verbracht, wo er im Beisein Herzog Georg des Bärtigen gefoltert wird.

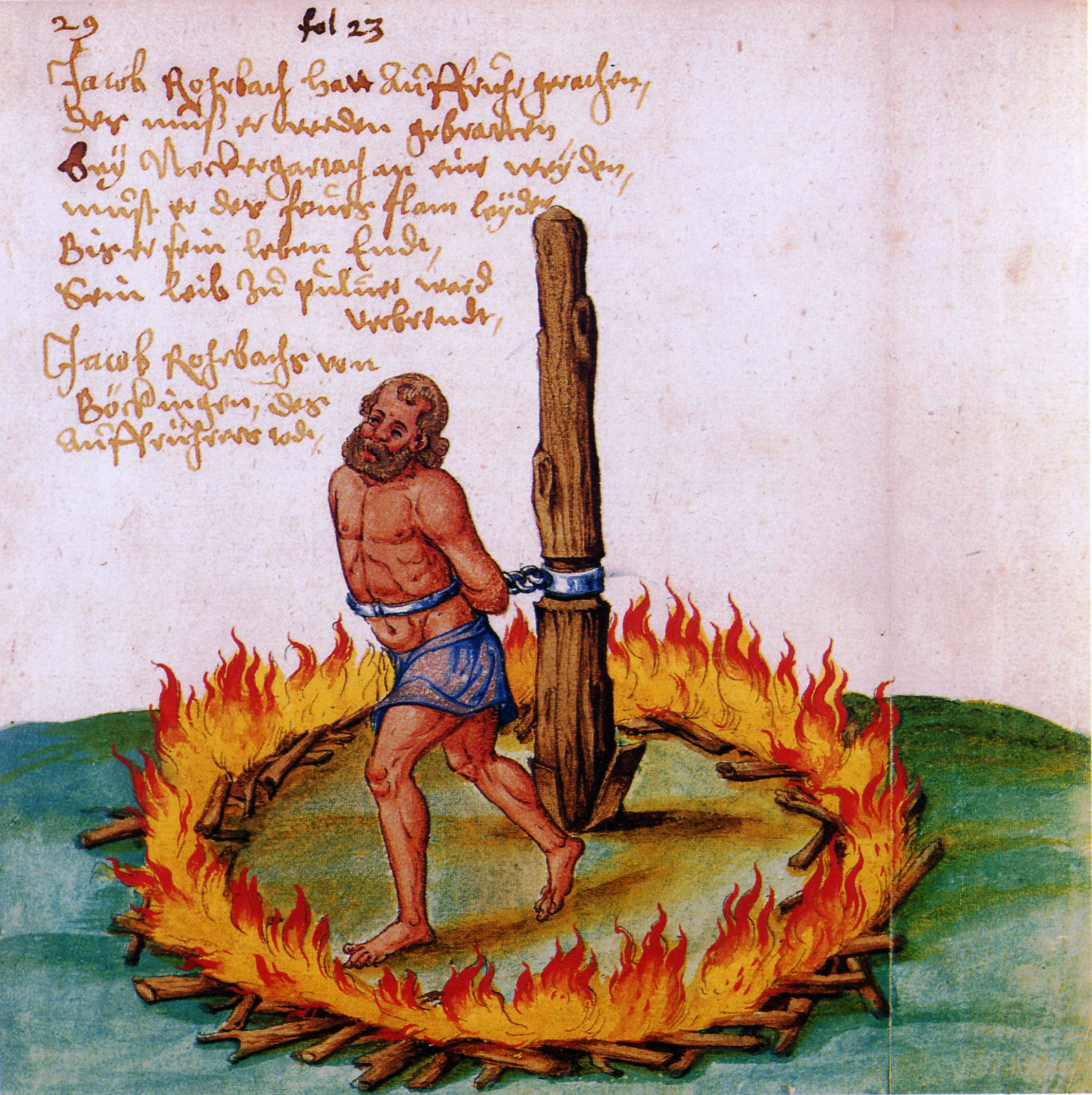
Hinrichtung Jäcklein Rohrbachs

- 21. Mai: Jäcklein Rohrbach wird bei Neckargartach bei lebendigem Leib verbrannt. Gleichzeitig werden andere gefangene Bauern geköpft und an Bäumen aufgeknüpft. Obwohl die Stadt Weinsberg keinen Anteil an der vor ihren Toren begangenen Bluttat hatte, wird sie niedergebrannt und geht ihrer Freiheiten und des Stadtrechts verlustig. Die Bürger müssen eine jährliche Buße von 200 Gulden zahlen.
- 23. Mai: Ein Haufen von 18.000 Breisgauer und Südschwarzwälder Bauern nimmt Freiburg im Breisgau ein. Nach dem Erfolg will der Anführer Hans Müller den Belagerern von Radolfzell zu Hilfe eilen, doch nur wenige Bauern ziehen mit ihm; die meisten wollen sich wieder um ihre Felder kümmern. So ist deren Streitmacht relativ klein, als sie von Erzherzog Ferdinand von Österreich kurz darauf geschlagen werden.
- 27. Mai: Der Reformator Thomas Müntzer und sein Mitstreiter Heinrich Pfeiffer werden bei Mühlhausen/Thüringen durch Enthauptung hingerichtet.
- 29. Mai: Die Bevölkerung der Stadt Salzburg öffnet den aufständischen Bauern die Tore. Daraufhin zieht sich der Erzbischof samt Gefolge auf die Festung Hohensalzburg zurück, wo er belagert wird.
- 2. Juni: Die Neckartaler und Odenwälder Bauern werden im Bauernkrieg vom Heer des Schwäbischen Bundes unter Georg Truchsess von Waldburg-Zeil bei Königshofen besiegt.
- 3. Juni: In der Schlacht bei Meiningen siegen die fürstlichen Truppen. Der Bildhäuser Haufen löst sich fluchtartig auf.
- 4. Juni: Im Bauernkrieg zerschlagen die Landsknechte des Truchsesses von Waldburg den „Hellen Lichten Haufen“ der fränkischen Bauern in der Schlacht bei Sulzdorf (Giebelstadt). Florian Geyers straff organisierter Schwarzer Haufen kann sich der Vernichtung entziehen.
- 23./24. Juni: In der Schlacht bei Pfeddersheim besiegt Kurfürst Ludwig V. von der Pfalz die aufständischen Bauern im Pfälzischen Bauernkrieg.
- 25. Juni: Nachdem die Bauern in der Schlacht bei Pfeddersheim im Pfälzischen Bauernkrieg am Tag zuvor kapituliert haben, wird den nichtpfälzischen Bauern befohlen, unbewaffnet die Reichsstadt Pfeddersheim zu verlassen. Etwa 3.000 Menschen folgen der Aufforderung. Sie ist mit der Auflage verbunden, nicht zu fliehen. Als es doch zu Ausreißversuchen kommt, richten die Truppen des Kurfürsten Ludwig V. ein Blutbad unter den Rebellen an, das 800 von ihnen das Leben kostet.
- 3. Juli: Salzburger Aufständische siegen bei Schladming über den Landeshauptmann der Steiermark und erzielen damit den einzigen Erfolg eines Bauernheeres in einer größeren Schlacht während des Deutschen Bauernkrieges.
- 31. August: Im Salzburger Bauernkrieg wird ein Kompromiss geschlossen.
- 7. Oktober: Michael Gaismair gelingt die Flucht. Er setzt sich in die Schweiz ab und nimmt Kontakt mit Ulrich Zwingli auf.
- 4. November: Auf dem Rafzerfeld werden rund 200 aufständische Klettgauer Bauern durch Landgraf Rudolf V. von Sulz und Ritter Christoph Fuchs von Fuchsberg getötet und am gleichen Abend die restlichen 300 Flüchtenden in Grießen erschlagen. Der Theologe Hans Rebmann wird wenige Tage später auf der Küssaburg geblendet, während anderen gefangenen Bauern der Schwurfinger abgehackt wird.
- 17. November: Das Verbot, Weinsberg wieder aufzubauen, wird durch einen Urfehdebrief wieder aufgehoben.
- Schladming wird Ende des Jahres wegen des dortigen Aufstandes zerstört und verliert die Stadtrechte, die es erst 1925 wieder erhält.

#### Weitere Ereignisse in Europa

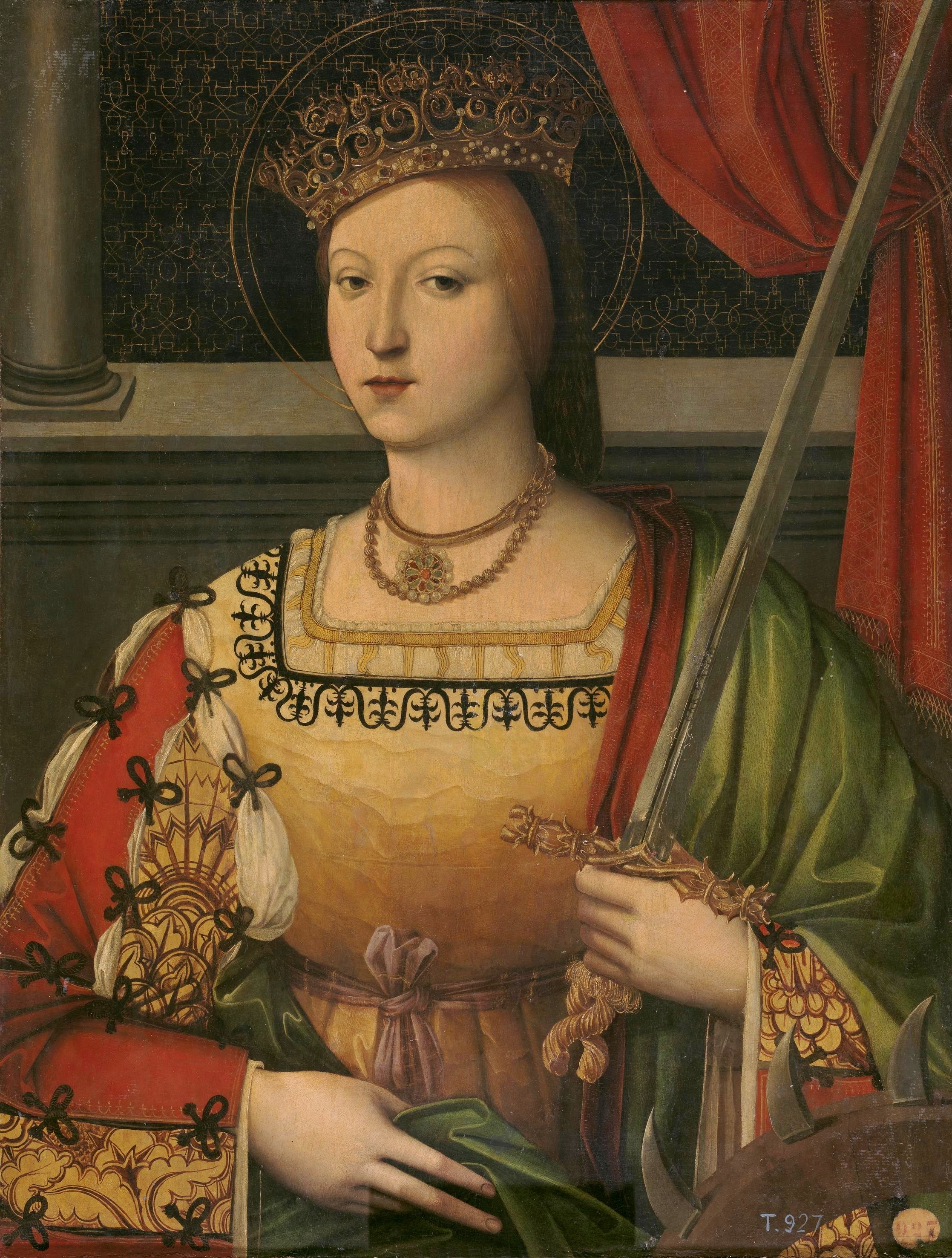
Katharina von Kastilien

- Februar: König Johann III. von Portugal heiratet die Infantin Katharina von Kastilien, die Schwester Kaiser Karls V. Die sehr energisch auftretende Katharina übt maßgeblichen Einfluss auf die portugiesische Politik aus.

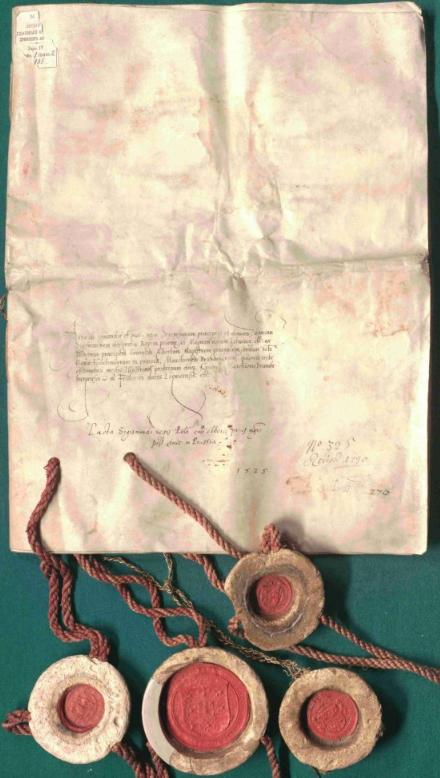
Krakauer Vertrag

- 8. April: Der Vertrag von Krakau beendet die jahrhundertelange Auseinandersetzung zwischen dem Königreich Polen und dem Deutschordensstaat. Unter Albrecht von Brandenburg-Ansbach wird das Gebiet des Deutschen Ordens säkularisiert, das Herzogtum Preußen entsteht als polnisches Lehen, Albrecht wird erster Herzog und legt vor seinem Onkel König Sigismund I. den Huldigungseid ab. Die während des Reiterkrieges eroberten Gebiete wurden gegenseitig zurückerstattet. Kaiser und Papst erkennen den Vertrag jedoch nicht an, der Kaiser verhängt gegen den „ungehorsamen“ Albrecht die Reichsacht. Für den verbleibenden Deutschen Orden in Livland und im Heiligen Römischen Reich gilt Albrecht als Verräter, der dem Orden in einem Staatsstreich Preußen gestohlen hat.
- 3. Mai: Adolf von Anhalt-Zerbst, katholischer Bischof von Merseburg, muss wegen protestantischer Unruhen nach Leipzig fliehen. Am 8. Mai versuchen Aufständische, die Domfreiheit zu stürmen. Am 10. Juni werden darauf folgend vier Bürger und vier Bauern auf dem Merseburger Markt geköpft.
- 19. Juli: Katholische Landesherren in Norddeutschland, deren Gastgeberin die streng katholische Fürstinwitwe und Regentin Margarethe von Münsterberg ist, bilden den Dessauer Bund. Sie wollen entschlossen Aufständen und der Weiterverbreitung der Lehre Martin Luthers entgegentreten. Der Bund beschränkt sich innerhalb Anhalts lediglich auf das Fürstentum Anhalt-Dessau, wohingegen die benachbarten Fürstentümer Anhalt-Köthen und Anhalt-Bernburg bereits die Reformation eingeführt haben. Es gelingt auch nicht, die katholischen Fürsten im Süden des Heiligen Römischen Reiches zum Beitritt zu motivieren.

#### Europäische Entdeckungsreisen
- 24. Juli: Vom spanischen Hafen A Coruña aus läuft eine aus sieben Schiffen unterschiedlicher Bauart bestehende Flotte unter dem Befehl von García Jofre de Loaísa aus. Sie hat den Auftrag, im Gefolge der Magellan-Expedition einen Seeweg zu den Gewürzinseln über den Atlantik und Pazifik durch Umrundung der Südspitze Südamerikas zu finden. Als Chefnavigator fungiert Juan Sebastián Elcano, der nach Magellans Tod dessen Weltumsegelung vollendet hat. Nach einer Zwischenstation auf La Gomera wendet sich die Expedition Richtung Südwesten nach Patagonien.

#### Zentralamerika
- 28. Februar: Spanische Eroberung Mexikos: Der spanische Conquistador Hernán Cortés lässt den letzten Aztekenherrscher von Tenochtitlán, Cuauhtémoc, wegen angeblichen Hochverrats hinrichten.
- 18. Mai: Trujillo wird als erste Hauptstadt Honduras gegründet.
- Gonzalo de Alvarado gründet die Stadt San Salvador, die nach einem Aufstand jedoch wieder aufgegeben werden muss.

#### Asien
- Um den Schmuggel nach Japan zu unterbinden, lässt der Ming-Kaiser Jiajing alle hochseetüchtigen Schiffe in China zerstören.
- Als König Kaeo im Alter von 44 Jahren stirbt, wird sein Bruder Ket Chettharat Herrscher von Lan Na im Norden Thailands.

### Wirtschaft

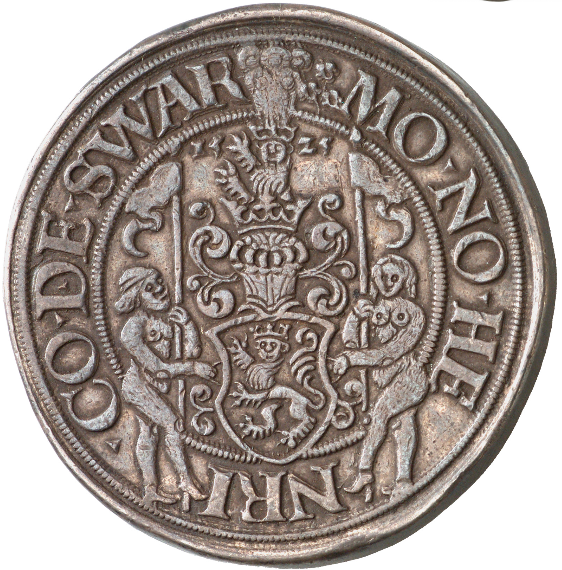
Grafschaft Schwarzburg, Bettlertaler von 1525

In Schwarzburg wird der erste Bettlertaler geprägt.

### Wissenschaft und Technik
Die Heiligland-Karte in der Zürcher Bibel von 1525 gilt als die erste in Zürich gedruckte Landkarte.

### Kultur
Sodoma beginnt mit den Fresken aus dem Leben der Heiligen Katharina in der Kapelle der Heiligen in der Kirche San Domenico in Siena, einem seiner Hauptwerke.

### Religion

#### Reformation und theologische Streitgespräche
- 2. Januar: Im Rahmen der Memminger Reformation wird im Memminger Rathaus die Memminger Disputation ausgetragen, an deren Ende, abweichend von anderen Gesprächen, eine Einigung steht. Anwesend sind die Geistlichen, alle Ratsherren und aus jeder Zunft ein Abgeordneter der Bürgerschaft der Stadt Memmingen.
- 10. April: Beim Stralsunder Kirchenbrechen werden Kirchen- und Klosterausstattungen in Stralsund zerstört und geplündert.
- 21. April: Der Rat der Reichsstadt Nürnberg verbietet das Abhalten katholischer Messen, nach dem Nürnberger Religionsgespräch im Vormonat.

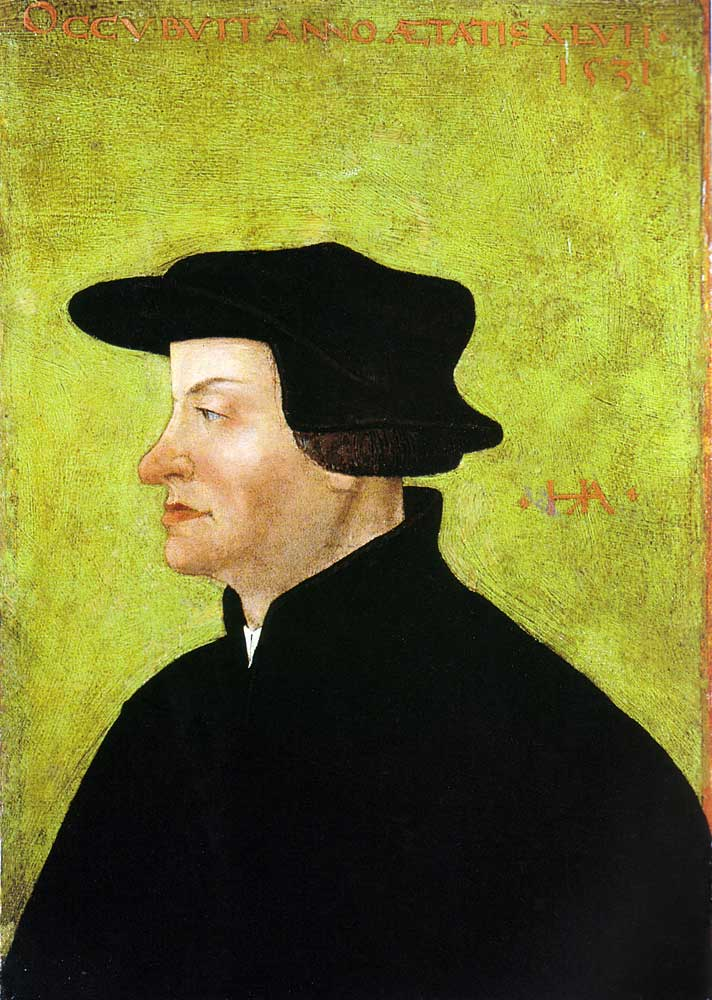
Porträt Ulrich Zwinglis von Hans Asper

- 19. Juni: Die von Huldrych Zwingli gegründete Prophezei, eine Bibelschule in Zürich, nimmt ihre Tätigkeit auf.
- 9. September: Durch Erlass einer lutherischen Kirchenordnung durch den Rat und die Gilden wird Reval formell protestantisch.
- 21. Oktober: Im Abendmahlsstreit übersenden Theologen um Johannes Brenz an Johannes Oekolampad das Syngramma Suevicum.
- 29. Oktober: Martin Luther hält in Wittenberg die erste Messe in deutscher Sprache ab.

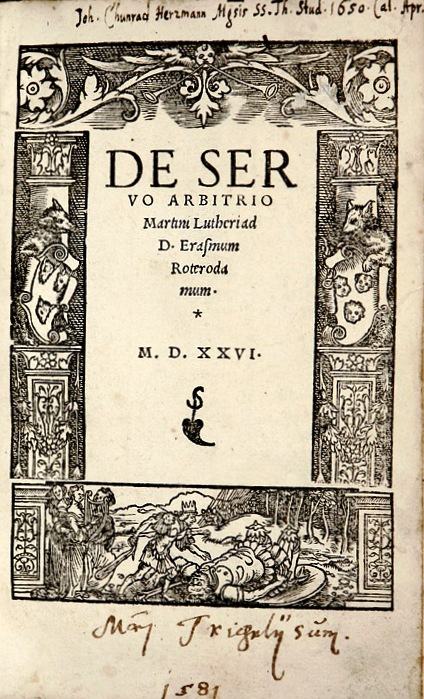
De servo arbitrio (Luther)

- Dezember: Martin Luther verfasst die gegen Erasmus von Rotterdam und dessen These De libero arbitrio gerichtete Schrift De servo arbitrio.
- Ulrich Zwingli verfasst Commentarius de vera et falsa religione. Er behandelt darin ausführlich die zentralen Punkte seiner Theologie in Abgrenzung zur katholischen Tradition.

#### Täuferbewegung

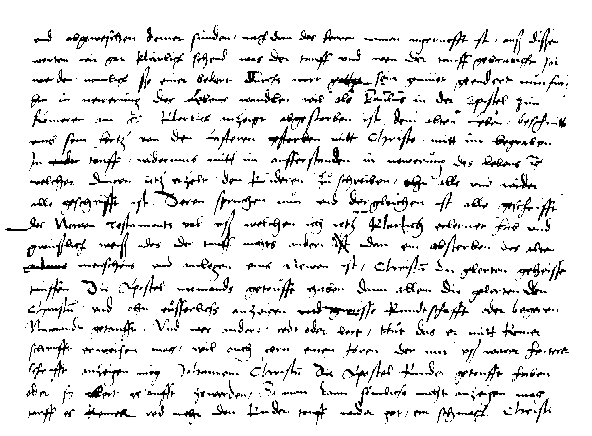
Felix Mantz: Protestation und Schutzschrift an den Rat von Zürich (1524/25)

- Radikale Reformation: Felix Manz verfasst Ende 1524/Anfang 1525 die Protestation und Schutzschrift, ein Verteidigungsschreiben an den Stadtrat von Zürich im Konflikt mit Huldrych Zwingli über die Säuglingstaufe.
- 17. Januar: Der Zürcher Rat lädt Vertreter beider Seiten zu einer öffentlichen Disputation ins Rathaus von Zürich, damit beide Gruppen ihre Tauflehre anhand der Schrift begründen können. Der Ausgang zu Gunsten Zwinglis ist allerdings schon von vornherein festgelegt. Am 18. Januar erlässt der Rat ein vernichtendes Mandat gegen die Täufer. Alle Kindertaufverweigerer werden aufgefordert, ihre neugeborenen Kinder unverzüglich taufen zu lassen. Wer dieser Aufforderung nicht innerhalb von acht Tage nachkäme, werde des Landes verwiesen. Der in Zollikon aus der Kirche entfernte Taufstein solle unmittelbar wieder aufgestellt werden. In einem zweiten Mandat vom 21. Januar wird das Verdikt noch verschärft. Konrad Grebel und Manz wird jede weitere Agitation gegen die Kindertaufe untersagt und das Unterrichten in ihren Bibelschulen wird verboten, was einem faktischen Versammlungsverbot der Kindertaufgegner gleichkommt. Grebel und Manz ignorieren das Verbot.

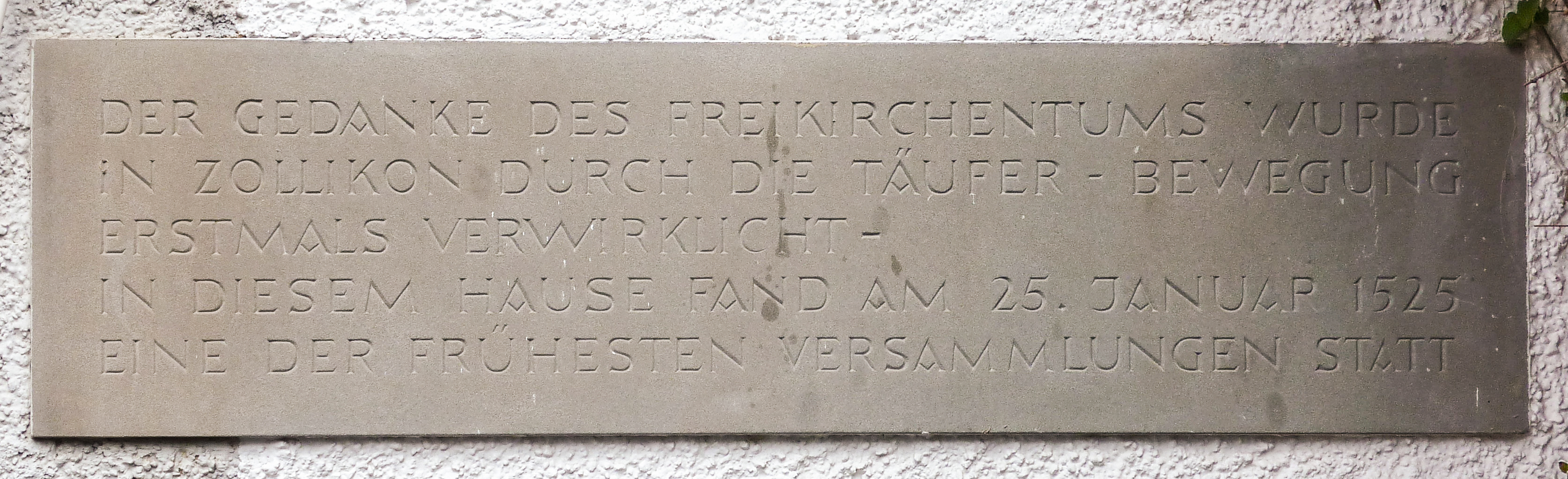
Erinnerungstafel an eine der ersten Täuferversammlungen (25. Januar 1525) in Zollikon

- 21. Januar: Im Konflikt um den Zürcher Reformationsprozess kommt es unter dem Namen Schweizer Brüder durch eine Gläubigentaufe zur Gründung einer Täufergemeinde; Initiatoren dieser Gründung ist neben Grebel und Mantz auch Jörg Blaurock. Alle Anwesenden müssen in der Folge aus Zürich fliehen und gehen nach Zollikon. Hier werden in kurzer Zeit eine große Zahl an Anhängern gesammelt und getauft.

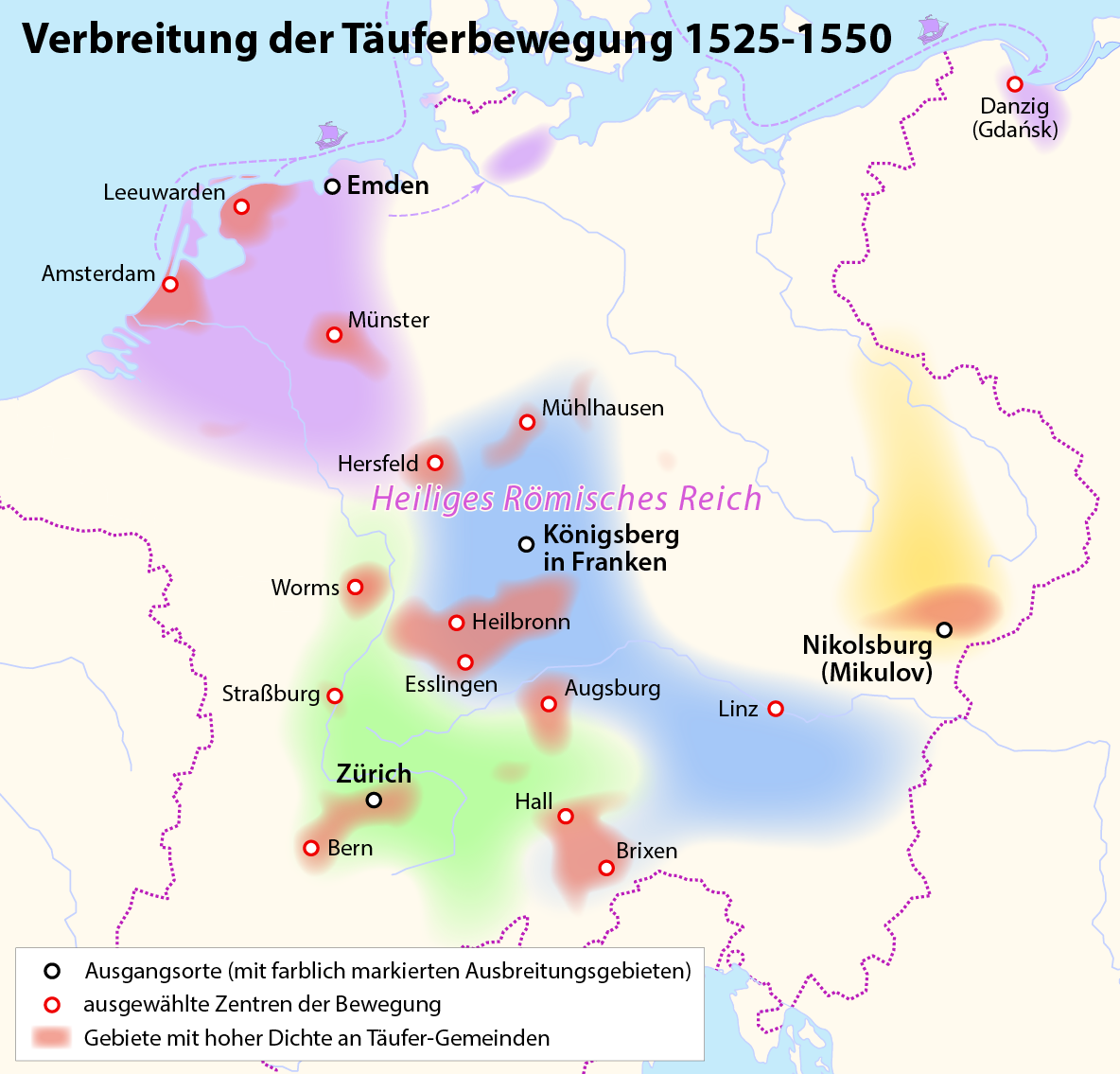
Ausbreitung der Täuferbewegung 1525–1550

- Am 30. Januar entsendet der Zürcher Rat Stadtknechte nach Zollikon und nimmt Getaufte und Täufer vorübergehend fest. Während Felix Manz bis zum Herbst im Gefängnis verbleiben muss, kommen die Zolliker Bauern sowie Grebel, Blaurock, Brötli und Wilhelm Reublin rasch wieder frei. Reublin geht nach Waldshut, wo er den bereits zur lutherischen Reformation konvertierten Stadtpfarrer Balthasar Hubmaier und seine Gemeinde für das Täufertum gewinnen kann. Brötli emigriert nach Hallau im Kanton Schaffhausen und gründet dort noch im selben Jahr eine Täufergemeinde. Blaurock und Grebel wenden sich dem Zürcher Oberland zu und gewinnen dort durch ihre Predigt eine große Anhängerschaft. Der Erfolg der Missionsarbeit verstärkt sich, als Felix Manz nach seiner Freilassung zu ihnen stößt.
- 29. Mai: Eberli Bolt wird in Schwyz als einer der ersten Märtyrer der Täuferbewegung auf dem Scheiterhaufen verbrannt.
- 27. Juli: Mit Hans Krüsi stirbt in Luzern ein weiterer Täufer auf dem Scheiterhaufen.

### Gesellschaft

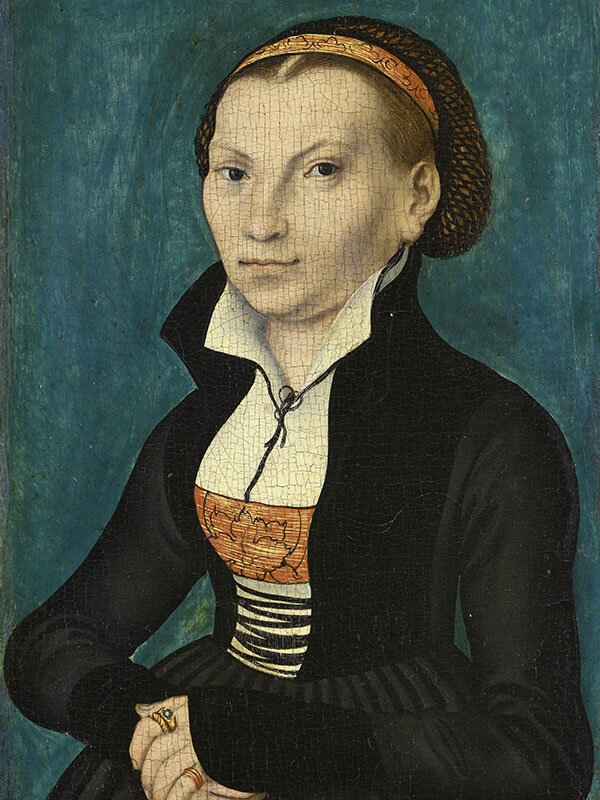
Katharina von Bora (Gemälde von Lucas Cranach dem Älteren, 1526)

- 13. Juni: Martin Luther heiratet in Wittenberg Katharina von Bora, eine ehemalige Nonne der Zisterzienserinnen.

### Katastrophen
- Das noch junge Le Havre wird Opfer einer Sturmflut, die etwa 100 der insgesamt rund 600 Stadtbewohner das Leben kostet.

## Historische Karten und Ansichten

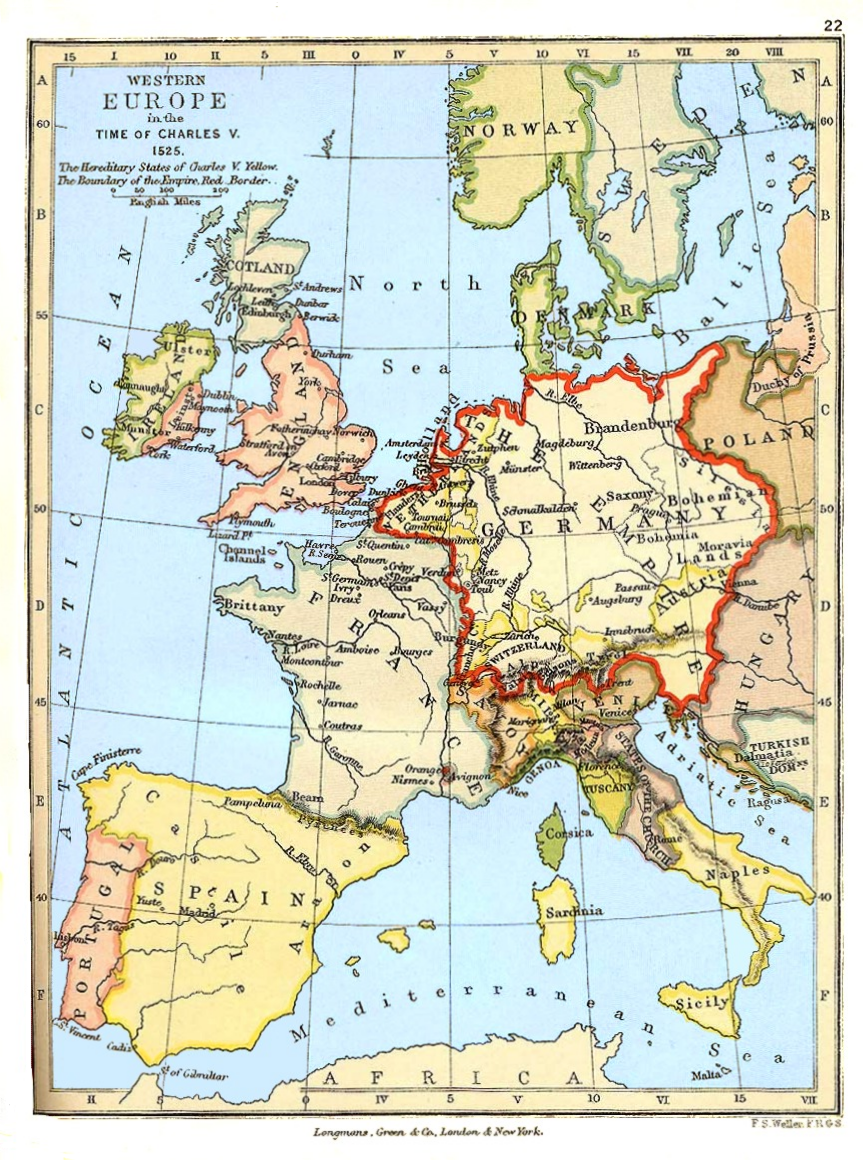
Westeuropa zur Zeit Karls V. 1525

## Geboren

### Geburtsdatum gesichert
- 06. Januar: Caspar Peucer, deutscher Kirchenreformer, Mathematiker, Astronom, Mediziner und Diplomat († 1602)
- 29. Januar: Lelio Sozzini, italienischer Humanist, Jurist und Theologe († 1562)
- 19. März: Caspar Cruciger der Jüngere, lutherischer Theologe († 1597)
- 11. April: Ulrich Sitzinger, deutscher Jurist, Politiker und Reformator († 1574)
- 15. April: Tilemann Stella, deutscher Bibliothekar, Mathematiker, Geometer, Kartograf und Astronom († 1589)
- 10. Mai: Urban von Trennbach, Fürstbischof von Passau († 1598)
- 03. Juli: Hans Rudolf Manuel, Schweizer Holzschnitzer und Politiker († 1571)
- 11. September: Johann Georg, Kurfürst von Brandenburg († 1598)
- 25. September: Stephen Borough, englischer Seefahrer und Entdecker († 1584)
- 07. November: Georg Cracow, deutscher Jurist und Staatsmann († 1575)
- 01. Dezember: Tadeáš Hájek z Hájku, tschechischer Astronom und persönlicher Arzt des Rudolf II. († 1600)
- 03. Dezember: Justus Jonas der Jüngere, deutscher Jurist und Diplomat († 1567)
- 23. Dezember: Johann Albrecht I., Herzog von Mecklenburg-Güstrow und Mecklenburg-Schwerin († 1576)

### Genaues Geburtsdatum unbekannt
- Simon Bruns, deutscher lutherischer Theologe und Reformator († 1570)
- Friedrich Dedekind, deutscher Schriftsteller und Theologe († 1598)
- James Douglas, 4. Earl of Morton, schottischer Adeliger († 1581)

### Geboren um 1525
- 1524/1525: Luís de Camões, portugiesischer Nationaldichter († 1579 oder 1580).
- George Gascoigne, englischer Dichter († 1577)

## Gestorben

### Todesdatum gesichert
- 06. Januar: Amalie von der Pfalz, Pfalzgräfin von Simmern und Herzogin von Pommern (* 1490)
- 24. Januar: Franciabigio, italienischer Maler (* 1482)
- 24. Februar: Jacques II. de Chabannes, französischer Feldherr (* um 1470)
- 24. Februar: Guillaume Gouffier de Bonnivet, französischer Feldherr und Diplomat (* um 1482)
- 24. Februar: Louis II. de La Trémoille, französischer Feldherr, gefallen in der Schlacht bei Pavia (* 1460)
- 24. Februar: Richard de la Pole, letzter Anwärter des Hauses York auf den englischen Thron (* um 1480)
- 28. Februar: Cuauhtémoc, letzter aztekischer Herrscher von Tenochtitlán (* 1495 oder 1502)

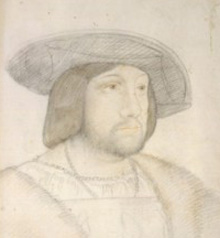
Der Marschall Thomas de Foix-Lescun, Zeichnung von Jean Clouet aus dem 16. Jahrhundert

- 03. März: Thomas de Foix, Bischof von Tarbes, französischer Militär und Marschall von Frankreich
- 31. März: René de Savoie, Graf von Villars, Großmeister von Frankreich (* wohl 1473)
- 03. April: Giovanni Rucellai, italienischer Dichter (* 1475)
- 05. April: Hans Jakob Wehe, deutscher Prediger und Bauernführer
- 05. Mai: Friedrich der Weise, Kurfürst von Sachsen (* 1463)
- 11. Mai: Hans Sippel, kaiserlicher Landsknechthauptmann und Oberster Feldhauptmann des Werrahaufens im Großen Deutschen Bauernkrieg
- 12. Mai: Anna, Prinzessin zu Mecklenburg-Schwerin und Landgräfin von Hessen (* 1485)
- 14. Mai: Ulrich Fugger der Jüngere, Augsburger Kaufmann (* 1490)
- 18. Mai: Pietro Pomponazzi, italienischer Mediziner, Renaissance-Humanist und Philosoph (* 1462)
- 20. Mai: Alonso Fernández de Lugo, andalusischer Adliger und der Eroberer einiger Kanarischer Inseln (* um 1456)
- 21. Mai: Jäcklein Rohrbach, deutscher Bauernführer
- 27. Mai: Thomas Müntzer, evangelischer Theologe und Revolutionär (* um 1489)
- 27. Mai: Heinrich Pfeiffer, evangelischer Theologe und Mitstreiter Thomas Müntzers (* vor 1500)
- 10. Juni: Florian Geyer, deutscher Ritter, Diplomat und Bauernführer im Deutschen Bauernkrieg 1525 (* um 1490)
- 13. Juni: Jakob von Wattenwyl, Schultheiss von Bern (* 1466)
- 15. Juni: Eitel Friedrich III., Graf von Hohenzollern (* 1494)
- 05. Juli: Johann von Brandenburg-Ansbach-Kulmbach, Vizekönig von Valencia (* 1493)
- 12. Juli: Nicolaus Marschalk, deutscher Rechtswissenschaftler, Humanist und Historiker (* um 1455)
- 17. Juli: Charles I. de Lalaing, niederländischer Adliger (* 1466)
- 04. August: Andrea della Robbia, florentinischer Bildhauer (* 1435)
- 12. August: Hans Müller, Bauernführer im Deutschen Bauernkrieg (* vermutlich zwischen 1485 und 1495)
- 07. September: Matthias Waibel, deutscher Theologe der Reformation und Märtyrer während der Bauernkriege (* Ende des 15. Jh.)
- 23. September: Giovanni Gonzaga, italienischer Condottiere (* 1474)
- 03. Oktober: Sebastian Sprenz, Fürstbischof von Brixen (* um 1475)
- 17. November: Eleonore, Königin von Portugal (* 1458)
- 19. November: Amé III. de Sarrebruck-Commercy, französischer Adliger und Militär (* 1495)

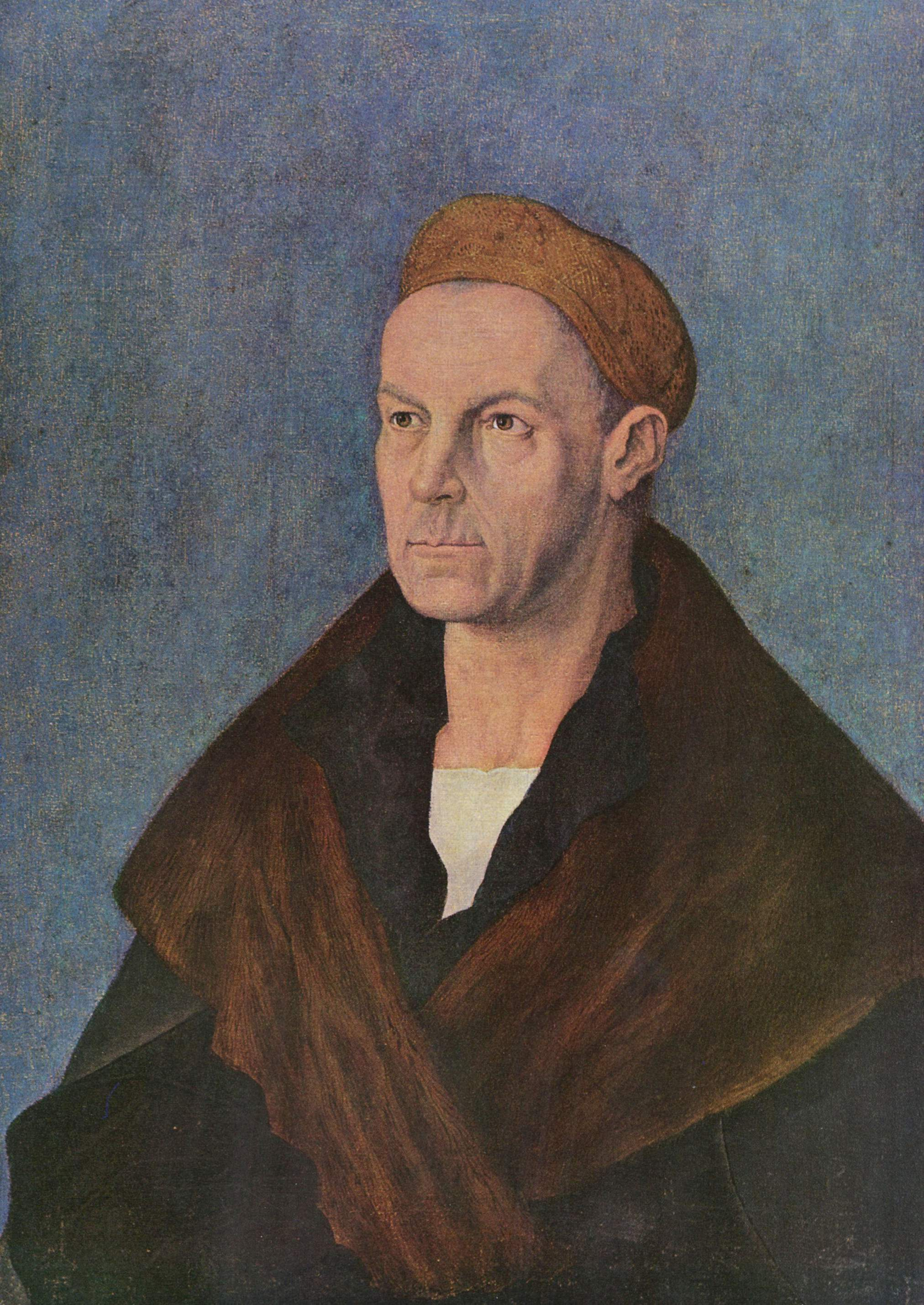
Porträt des Jakob Fugger, Albrecht Dürer (um 1519)

- 20. Dezember: Jakob Ceporin, genannt Ceporinus, Schweizer Gräzist und Hebraist (* 1499 oder 1500)
- 30. Dezember: Jakob Fugger, „der Reiche“, deutscher Kaufmann (* 1459)

### Genaues Todesdatum unbekannt
- Attavante degli Attavanti, italienischer Maler (* 1492)